# Kästner (cràter)

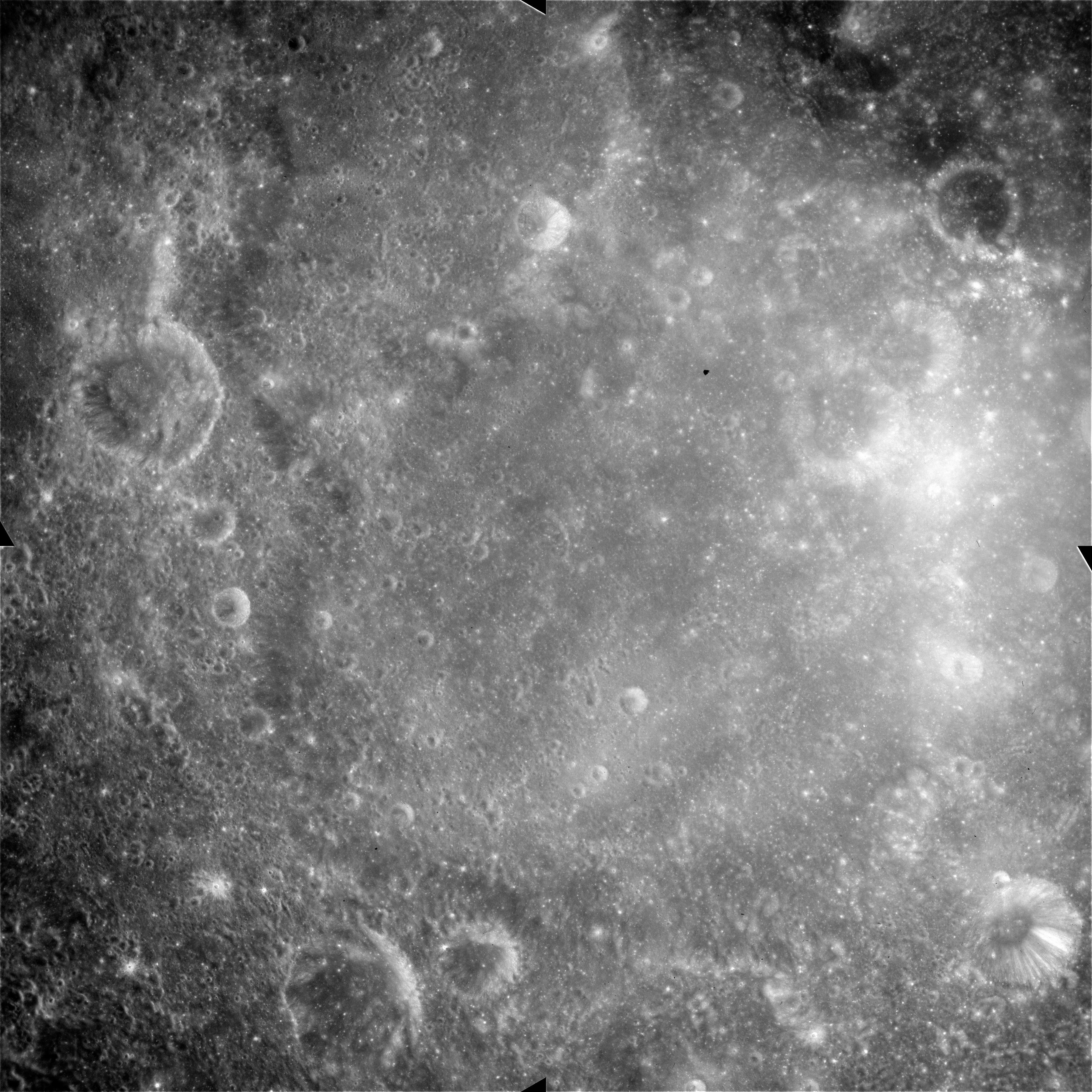
Fotografia de la missió Apol·lo 15

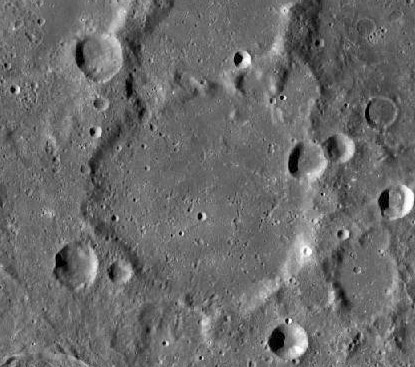
Fotografia de la missió Lunar Reconnaissance Orbiter

Kästner és un cràter d'impacte localitzat prop del terminador est de la Lluna, al sud-oest del Mare Smythii. Just al nord-oest de Kästner es troba la plana emmurallada del cràter Gilbert. Al sud es troba el prominent cràter Ansgarius, i al sud-oest apareix La Pérouse.
Aquesta formació pertany a la categoria denominada com a plana emmurallada. Té una paret externa desgastada i irregular, que està coberta per diversos petits cràters i que presenta una petita fractura en el seu sector nord-nord-est. En la vora del nord-est es localitza Kästner B, i al sud-oest el més petit Kästner I. Un cràter poc profund sense denominació s'uneix a la vora meridional. El sòl interior és relativament pla i sense trets característics, marcat solament per uns petits cràters i acumulacions rocoses.

## Cràters satèl·lit
Per convenció aquests elements són identificats en els mapes lunars posant la lletra en el costat del punt mitjà del cràter que està més proper a Kästner.
Els següents cràters han estat canviats el nom per la UAI.
- Kästner F—Vegeu Black.

Els cràters Kästner B, R i S es diuen "Defoe", "Shekhov" i "Cellini" en alguns mapes antics, però aquests noms no van ser aprovats per la UAI.

### Altres referències
- (WGPSN), IAU Working Group for Planetary System Nomenclature. «Gazetteer of Planetary Nomenclature. 1:1 Million-Scale Maps of the Moon» (en anglès).  UAI / USGS, 13-02-2013. [Consulta: 6 abril 2016].
- Andersson, L. E.; Whitaker, E. A.,. NASA Catalogue of Lunar Nomenclature (en anglès).  NASA RP-1097, 1982.
- Blue, Jennifer. «Gazetteer of Planetary Nomenclature» (en anglès).  USGS, 25-07-2007. [Consulta: 2 gener 2012].
- Bussey, B.; Spudis, P.. The Clementine Atlas of the Moon (en anglès).  Nueva York: Cambridge University Press, 2004. ISBN 0-521-81528-2.
- Cocks, Elijah E.; Cocks, Josiah C.. Who's Who on the Moon: A Biographical Dictionary of Lunar Nomenclature (en anglès).  Tudor Publishers, 1995. ISBN 0-936389-27-3.
- McDowell, Jonathan. «Lunar Nomenclature» (en anglès).   Jonathan's Space Report, 15-07-2007. [Consulta: 2 gener 2012].
- Menzel, D. H.; Minnaert, M.; Levin, B.; Dollfus, A.; Bell, B. «Report on Lunar Nomenclature by The Working Group of Commission 17 of the IAU» (en anglès). Space Science Reviews, 12, 1971, pàg. 136.
- Moore, Patrick. On the Moon (en anglès).  Sterling Publishing Co, 2001. ISBN 0-304-35469-4.
- Price, Fred W. The Moon Observer's Handbook (en anglès).  Cambridge University Press, 1988. ISBN 0521335000.
- Rükl, Antonín. Atlas of the Moon (en anglès).  Kalmbach Books, 1990. ISBN 0-913135-17-8.
- Webb, Rev. T. W.. Celestial Objects for Common Telescopes, 6ª edición revisada (en anglès).  Dover, 1962. ISBN 0-486-20917-2.
- Whitaker, Ewen A. Mapping and Naming the Moon (en anglès).  Cambridge University Press, 2003. 978-0-521-54414-6.
- Wlasuk, Peter T. Observing the Moon (en anglès).  Springer, 2000. ISBN 1-85233-193-3.